# 許勝雄 (1943年)
許勝雄（英語：Rock Hsu，1943年9月30日—），桃園市人，金仁寶集團第二代繼承人，目前是中國生產力中心董事長、三三企業交流會理事長，也是中華民國全國工業總會名譽理事長、台灣區電機電子工業同業公會榮譽理事長與台北市進出口商業同業公會名譽理事長、海峽交流基金會副董事長。

## 生平
其父許潮英，為桃園著名士紳。其母黃辛，妻蔡麗珠，其家中有三男兩女，許勝雄為家中長子。畢業於台灣師範大學國文系，並因傑出成就獲頒國立臺灣師範大學榮譽博士學位。
1973年，溫世仁、姚四川、林百里、梁次震、周永嘉與江英村六位離開三愛電子。經由許勝雄與許潮英的外甥女婿蔡嘉文的介紹，這六人向許潮英講述他們的創業理念。許潮英提供資金，結合桃園鄉紳的財力，成立金寶電子。
1983年，金寶電子成立子公司仁寶電子。1988年，仁寶電子改名仁寶電腦。
2008年12月，出任海峽交流基金會副董事長。
2018年11月，榮獲日本天皇頒發旭日重光章。
2020年8月，因時任海峽交流基金會董事长李大維轉任總統府秘書長，以副董事長身分兼任海基会代理董事长。
2023年2月，许胜雄卸任海基会代理董事长，李大维回任海基会董事长。
2024年7月18日，因時任海基會董事長鄭文燦在桃園市市長任內疑似涉及收賄遭檢調偵辦而辭職，許勝雄再度以副董事長身分兼任代理董事長至新任董事長吳豊山上任。

## 爭議
在2014年APEC峰會中，中韓宣布簽定FTA時，許勝雄建議台灣政府降低法定工資以面對中韓競爭，在台灣引發爭議。

## 外部連結
| 非組織職務     | 非組織職務                                             | 非組織職務    |
| -------------- | ------------------------------------------------------ | ------------- |
| 海峽交流基金會 |                                                        |               |
| 前任： 李大維  | 海峽交流基金會董事長 代理 2020年8月28日－2023年1月30日 | 繼任： 李大維 |
| 前任： 鄭文燦  | 海峽交流基金會董事長 代理 2024年7月18日－2024年11月4日 | 繼任： 吳豊山 |